# Gatto tutto matto
Gatto tutto matto (Nit-Witty Kitty) è un film del 1951 diretto da William Hanna e Joseph Barbera. È il sessantunesimo cortometraggio della serie Tom & Jerry uscito il 6 ottobre del 1951.

## Trama
Tom e Jerry, come al solito, si stanno rincorrendo. Mammy Due Scarpe, nel tentativo di aiutare Tom a catturare Jerry, finisce erroneamente per battere la scopa sulla sua testa: a causa di questo il gatto finisce per diventare matto, non lasciando in pace la proprietaria, comportandosi come un topo e dividendo la tana con Jerry. Quest'ultimo, stufo della vita casalinga con il nemico, decide di consultare un'enciclopedia, scoprendo che in realtà Tom soffre solo di amnesia e si può fargli riassumere i suoi atteggiamenti originali dandogli un'altra botta in testa. Jerry inizia a seguire il consiglio tentando in tutti i modi di colpire Tom, ma ogni volta fallisce. Alla fine Tom viene colpito in testa da un'asse da stiro, ridiventando normale e facendo gioire Jerry. Mammy Due Scarpe, che aveva anche lei letto l'enciclopedia, colpisce Tom con una mazza da baseball con la speranza che torni come prima, ma in questo modo costringe Jerry a dividere nuovamente la sua tana con il gatto impazzito.